# Giń za mnie
Giń za mnie – singel polskich raperów Young Igiego i Szpaka, promujący album studyjny Konfetti. Singel został wydany 5 września 2018.
Nagranie uzyskało certyfikat złotej płyty, przekraczając liczbę 10 tysięcy sprzedanych kopii.

## Geneza utworu i historia wydania
Utwór napisali i skomponowali Igor Ośmiałowski oraz Poly, który również odpowiada za produkcję piosenki.
Singel ukazał się w formacie digital download 5 września 2018 w Polsce za pośrednictwem wytwórni płytowej Yi Ent w dystrybucji My Music. Piosenka została umieszczona na debiutanckim albumie studyjnym Young Igiego – Konfetti.